# Formação Fermeuse

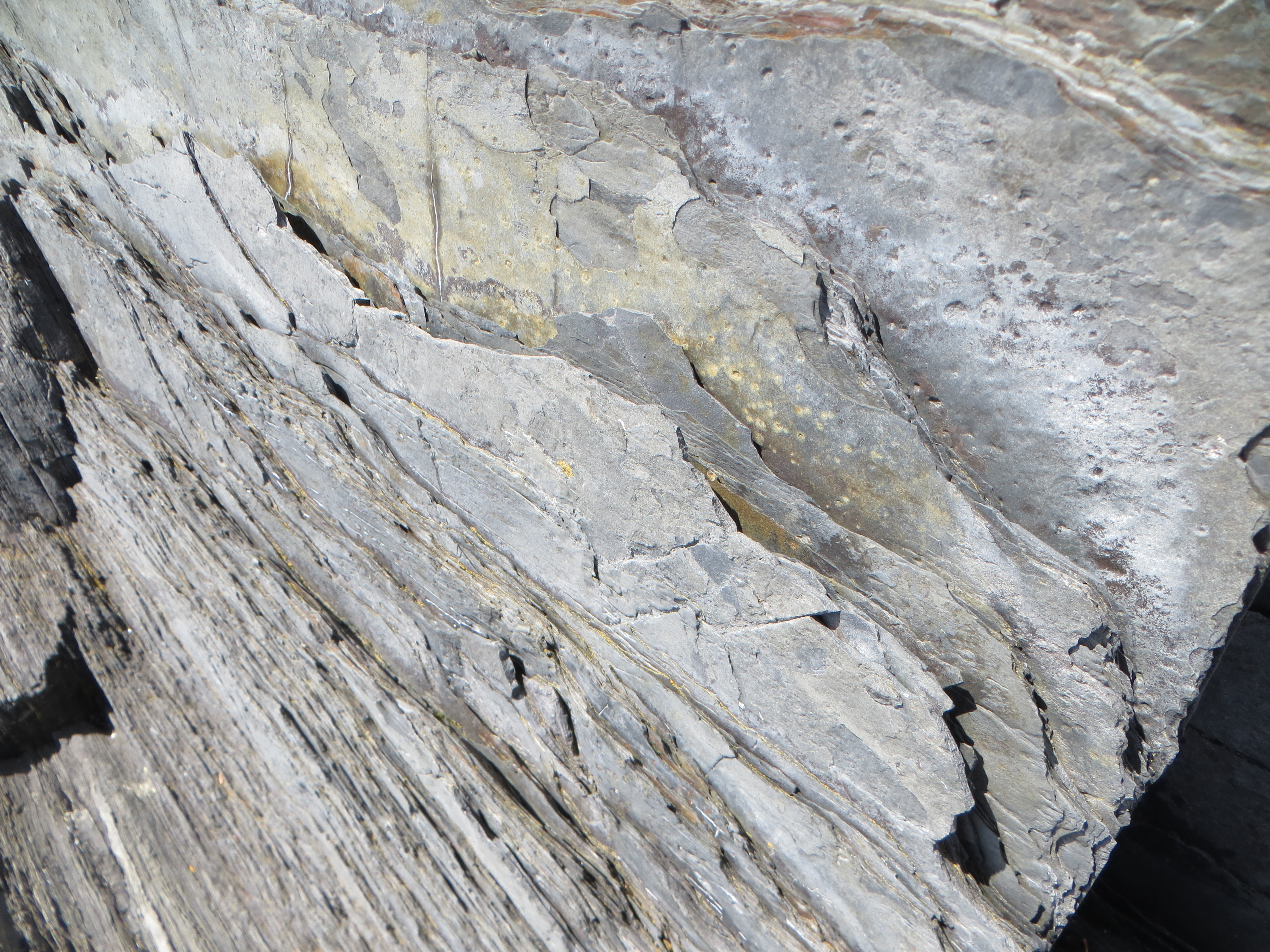
Superfícies de estratificação da Formação Fermeuse perto de Ferryland, Newfoundland.

A Formação Fermeuse é uma formação geológica ediacarana contendo fósseis em Newfoundland.
Na Península de Avalon há pouca diversidade, e inclui vestígios fósseis raros, Palaeopascichnus e discos de Aspidella, às vezes em grandes concentrações.

## Ambiente
Na Península Bonavista, o ambiente de deposição era uma encosta e plataforma exterior - embaixo da zona fótica. Turbiditos certamente eram os transportadores de sedimentos atuantes.
É principalmente silte e areia, em contraste com a Formação Trepassey subjacente, que é composta especialmente por folhelhos cinza- escuros. Há uma continuação de engrossamento através das duas formações, de forma que o topo do Fermeuse é principalmente arenito.
Na Península de Avalon havia águas muito mais rasas, particularmente do que na Formação de Ponto Mistaken e na Formação Trepassey. É indicado por enchimentos de canais arenosos, afundamentos, lodos ocasionais. Existe uma possível frente delta e configuração de declive raso.